# 性治疗
性治療是一門改善性功能及治療性功能障礙的策略。它的治療範圍包括早發性射精、迟泄、勃起功能障碍、缺乏性興趣或性興奮、 性疼痛障礙（性交疼痛、陰道痙攣）。此外性治療師需處理的事項還包括性慾倒錯、性別不安、跨性別、性慾過剩、缺乏性自信、性虐待受害者的康復工作、跟年老、疾病、身心障礙有關的性問題。

## 實踐
當代性治療橫跨心理治療及生物治療兩大領域，比如他們可能會用到西地那非（威而鋼/萬艾可）來改善勃起反應，並以帕罗西汀（賽樂特）來治療早發性射精。性治療師會協助在性方面出現問題的人克服之，讓他們能夠重新過回美滿的性生活。性治療在歷經改革後變得更全面，能夠從生理、心理、藥理、人際關係及語境等不同角度來看待性問題。
性治療需要被治療者接受詳細的體檢及心理測試，因為部分障礙可能出自於軀體性問題，不過也可能是心理問題導致，抑或兩者皆有。以勃起功能障碍為例 ，其主因可以是血管問題，但次因則可能是臨場表現焦慮。性治療的流程一般很短，不過總體時長仍受到成因的影響。
性治療一般由註冊醫師或心理學家提供，他們受過訓練及擁有相關認證。
性治療師有別於性代理人。前者會指導顧客如何於下一次見面之前在家中進行改善性機能的訓練，後者則會跟顧客一起參與訓練過程，幫助他們改善技巧。不過兩者有時會互相合作。註冊的性治療師不會跟顧客存有任何形式的性接觸。

### 症狀
性治療環節的聚焦點一般不在於潛在的心理動力問題，而是當事人的症狀。可經由性治療解決的性功能障礙包括性生活不圆满、早發性射精、勃起功能障礙、性慾低落、戀物症、性疼痛障礙；此外性治療師需處理的事項還包括缺乏性自信、性虐待受害者的康復工作；由壓力、疲累、環境、人際關係等因素所導致的問題。顧客可以獨自去接受性治療，也可以跟自身的伴侶一同接受之。所有成年人皆可接受性治療，包括老年人、非性別常規者、認同自身為LGBTQ的人。
治療師對顧客內在衝突的誤解，可能會使其對治療出現抗拒，或令性功能障礙難以改善。 在一眾性教育家、諮詢師、治療師的推動下，公眾對性治療的興趣亦日益提升。在當今，治療師已不再把性問題歸咎於在成長过程中所出现的某些異常病理或心理。性治療還受到性醫學及治療中的新發現所影響。衛生治療師、教育家、諮詢師仍在不斷地進行研究及調查，以確定何謂標準的性功能——在年老之後，大多數人會經歷及進行些什麼。

## 年老與性
人生階段的轉變可對一個人的生理及情感構成重大影響，繼而影響當事人的身體及性表達。對於步入老年的人而言，他們的激素水平一般會下降，同時神經及心血管機能会出現變化，這有機會引發像勃起功能障礙或陰道疼痛般的性問題。生理轉變除了會影響中老年人的性反應外，亦會影響年輕人的性活躍度。一般認為，性慾問題及性功能障礙皆為伴隨年老而産生的副產物。但與此同時，變得成熟可令人在情感上更有自信、更放開所有、擁有相對較佳的溝通技能——這些都能幫助人們建立更豐富入微的性關係。美國退休人員協會於1999年、2004年、2009年這三個年份進行的調查顯示，儘管整體人口的性滿意度呈下降趨勢，但老年人的性滿意度卻在上升。除此之外，他們還相信活躍的性生活能夠提供更大的快樂，並能對整體健康構成正面影響。

### 老年人

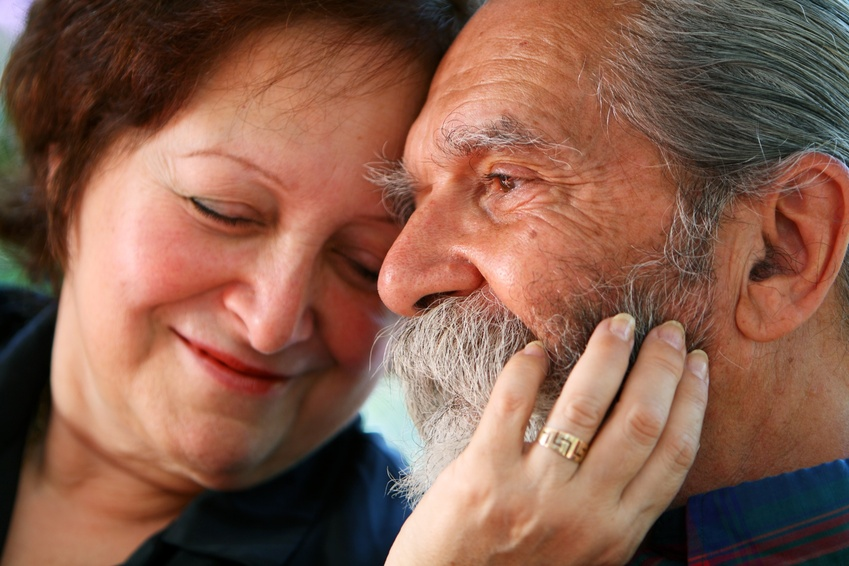
性治療環節當中常會進行感知集中訓練，不論接受者的年紀多大。

在以往，老年人的性生活及表達只得到很少關注。即使人口老化及預期壽命增加，有關老年人性治療的訊息仍難以被社會接受。文化及性別角色會隨著人生階段而轉變。社會要不把老年人視為無性的，就是認為他們沒有任何形式的性慾望。老年人的性功能可受到其他健康問題的影響。不少神經、血管、內分泌疾病，以至藥物及手術，可對性功能構成一定影響。老年男性的性生理會出現轉變，繼而影響勃起及射精機能。老年女性需經歷更年期後一系列的生理變化，包括雌激素水平下降。 這增加了陰道乾燥、陰道組織萎縮，以及性器官大小改變的機會（陰蒂、外陰、陰唇組織變小）。認知能力改變及衰退是另一個影響性行为的因子。失智症、阿茲海默症等精神健康疾病同樣可對性行為構成影響，它們會令人更去抑制，或令人持續在關係維持上出現困難。
性治療是老年人「全性」（sexuality）的一個影響因子，其影響範圍包括性慾、性行为、性價值觀、性健康。性治療的內容各式各樣，當中包括感知集中訓練、溝通訓練、幻想訓練、心理動力治療。
老年人的性治療內容跟其他年齡層類似。當中可能會用到水性润滑剂（以為陰道润滑液分泌不足者補充）、激素，以及藥物。為老年人提供性治療的治療師應對年老與性的關係有一定了解。他們也應多加留意社會附加在相關顧客身上的刻板印象，對於認同自身為LGBTQ的人而言更應如此。
老年人可能需要更多有關性方面的教育。教育內容包括溝通技巧、自慰、身體意象、靈性。此外也應涵蓋如何跟醫師談性。針對他們的性教育最好應涵蓋像愛滋病般的性傳播疾病。

## 歷史
性治療自古便存在於不同的社會，比如其可見於古印度、中國、希臘、羅馬等地。能夠證明古代便存在性治療的證據包括各式各樣的手冊、咒術、制欲剂、春药、密教瑜珈。西方的有關探討主要是以科學為依據的，對於19-20世紀早期的情況而言更是如此。
20世紀早期，像艾利斯及金赛般的性學家開始展開性科學研究。他們的研究雖為開創先河，但在科學上仍有一定爭議性。
在1950年代，性治療相對較為關注「性表達的控制」及壓抑於當時被視為反常的性行為，比如同性戀及縱慾過度。麥斯特與強生為性治療的變革作出重大貢獻——他們引入了伴侣疗法及行为干预疗法，專注於當事人在進行性事時的感受。性治療師卡普蘭對他們的療法加以改良，以讓其更符合自身的治療經驗，並在此之上引進了藥物治療。在心理方面，她引入了认知行为疗法及心理動力療法。安農於1976年發表了一項研究，正式確立PLISSIT治療模式，規範了性治療的臨床程序。
1980年代中期，性治療開始醫療化，並主要聚焦於男性性功能障礙。1990年代開始出現治療勃起功能障碍的陰莖注射藥物及口服藥，同時抗抑郁药因其延遲射精的副作用，而開拓了新客源。除此之外，激素療法開始用於治療兩性的性功能障礙。女性方面，則出現了治療陰道痙攣的擴張器，以及增加陰道口大小或治療外陰疼痛的手術。